# Arctornis anser
Arctornis anser är en fjärilsart som beskrevs av Collenette 1938. Arctornis anser ingår i släktet Arctornis och familjen tofsspinnare. Inga underarter finns listade i Catalogue of Life.